# CHEMISTRY (アルバム)
『CHEMISTRY』（ケミストリー）はCHEMISTRY8枚目のオリジナル・アルバム。2019年9月25日発売。発売元はソニー・ミュージックアソシエイテッドレコーズ。

## 解説
前作『Trinity』から実に7年半ぶりの新作であり、活動再開後初のアルバムとなっている。
「CD+DVD+フォトブック（初回生産限定盤A）」「CD+Blu-ray+フォトブック（初回生産限定盤B）」「CD（通常盤）」「アナログレコード2枚組（完全生産限定盤）」、通常盤の4形態でリリース。
初回生産限定盤はトールケースおよび特製スリーブ仕様。初回生産限定盤A・Bに同梱されるDVD/Blu-rayは、7月8日に新宿ReNYで開催されたライブハウス公演「密会」ライブ映像とバックステージ映像、活動再開後発表されたシングル曲4曲のミュージック・ビデオとメイキング映像が収録。
CHEMISTRYのデビュー当初よりボーカル・プロデュース・楽曲提供を行っている和田昌哉とトータル・プロデュースとして松尾潔が川畑・堂珍それぞれのアイデアを参考にして共作している。

## 制作背景
本作は前作より7年半ぶりのアルバムリリースとなり、川畑はスタッフに言われて初めて認識しており、「活動再開からアルバムを出すまでとは当初考えていなくてそれより二人でやるならライヴを一番に重視していたから。けどそこから、シングルリリースしながらのライヴを重ねていくうちに2年半が経ってアルバムが出せるまでに至った。その点ではじっくりやってこれたのかなと思います。」と語っており、堂珍は「昔は年に1枚アルバムを出すと言うタームでやるのが主流で、それが当たり前でなくなった事で海外の音楽業界の事情と似てきたのかなと感じることがありましたね。そう言った事で言えば、良い感じのタイム感になってきたなと感じていましたし、その長いスパンの間にじっくりと時間を掛けながらシングルをリリースさせてもらって、やがてアルバムへと繋がっていく、そうなるまでの時間をじっくりと掛けられる期間を設けられたのかなと思います。」と語っている。更に本作が初のセルフタイトルを冠している事に関しては、タイトルそのものに全ての意味があり、『CHEMISTRYって、良いな』って言って貰えたら、嬉しく思うし、自分らの十数年の活動を知らない人達にとっても、このアルバムを通して知ってもらうきっかけになれば良いなと思い、全ては"届ける"事を念頭に置いて制作されたのだと答えている。当初誰かとコラボレーションする案も上がっていたが、活動再開後の初アルバムなので、全て二人きりでやりたいと意向を示し、CHEMISTRYの音楽に親しんできた作家陣と共同で制作が進められた。

## 楽曲解説
シングル曲の解説は、各項目を参照。
Get Together Again
tofubeatsとのコラボレーション楽曲であり、本楽曲はCHEMISTRYが再始動後としては、初のレコーディングの最中に偶然、隣のスタジオに居合わせていたtofubeatsと出会い、彼曰く学生時代からCHEMISTRYの楽曲を聴いていたという事から意気投合し、その流れで「いつか一緒にやろう」と互いに話していたことが、本楽曲を以て実現したのだと言う。本作の作詞を担当した松尾潔に川畑が「ライヴでノレるような曲を」、堂珍が「今風のモダンなディスコっぽい曲で、尚且つtofubeatsさんらしさが滲み出ている曲」とそれぞれのテーマとアイディアを元に作詞が進められた。tofubeatsはこの楽曲に関しては「ある日、レコーディングのためにスタジオに居た際、隣のスタジオから現れた松尾さんに招待される形で再始動目前のCHEMISTRYのお二人と引き会わさせて頂く形となりましたが、その時に交わしていたお話が実現させていただけた形となりました。こちらの楽曲はアップテンポな仕上がりになっておりまして、皆様是非楽しんで聞いて下さい。」とコメントしている。
Horizon
35thシングル「Windy/ユメノツヅキ」のカップリングとして収録されていた楽曲で、STUTSがアルバム『ABS＋STUTS』の中でAlfred Beach Sandalとの共作、コラボレーションした楽曲のカバーであり、アルバムに収録することが決まったのはギリギリのタイミングであったとの事で、この曲が加わった事でアルバムの主軸を担うR&Bの要素が強くできたと語っている。
サイレント・ナイト
クリスマス・ソングとなっており、メンバー曰く「ポップ・ロックなナンバー」で、歌ラップのような仕上がりになっているとの事でCHEMISTRYらしくない要素があるのが、逆に良いんじゃないか、と思い収録されたのだと言う。歌詞の内容に関して堂珍は「好きな人に想いをなかなか伝えられなくて、失敗を恐れている心境と葛藤を描いていて、若い世代向けの曲」と語っている。イトヲカシの宮田“レフティ”リョウと磯貝サイモンが作詞・作曲に参加。
数え切れない夜をくぐって
この曲はアルバムの制作が終盤に向かってきたタイミングで「あと一曲はどうしようか？」となった際に、川口大輔が書き下ろして提供したソウル・バラードとなっており、川畑は「僕らはR&Bテイストってよく言われたりするんです。R&Bはもちろん好きなんですが、この曲はどちらかと言うと久保田利伸さんや、鈴木雅之さんの影響を受けたかのような仕上がりになっていて、ただ渋い曲ってだけじゃないよう、色々な一面や表情が見えるような仕上がりになったのではと思います。」とコメントしている。

## 収録曲

### CD
1. Get Together Again (3:35)
作詞：和田昌哉・松尾潔・堂珍嘉邦・川畑要
作曲：tofubeats・和田昌哉／編曲：tofubeats
2. ユメノツヅキ(4:27)
作詞：松尾潔／作曲：和田昌哉・豊島吉宏
編曲：和田昌哉・MAESTRO-T
35thシングル
3. Angel (3:43)
作詞：松尾潔
作曲・編曲：X-Change （和田昌哉・MANABOON・上條頌）
38thシングル
東海テレビ・フジテレビ系全国ネット オトナの土ドラ「それぞれの断崖」主題歌
4. もしも (4:25)
作詞：松尾潔／作曲・編曲：和田昌哉・MANABOON
37thシングル
5. Horizon (4:44)
作詞：AKIHISA KITAZATO
作曲：STUTS・AKIHISA KITAZATO／編曲：STUTS
35thシングルのカップリング
6. サイレント・ナイト (4:46)
作詞：松尾潔・Shusui・磯貝サイモン・Ryo ‘LEFTY’ Miyata
作曲：Shusui・磯貝サイモン・Ryo ‘LEFTY’ Miyata
編曲：ケンカイヨシ
7. Heaven Only Knows(4:01)
作詞：松尾潔／作曲：川口大輔／編曲：和田昌哉・川口大輔
36thシングル
8. 数えきれない夜をくぐって (3:51)
作詞：松尾潔／作曲：川口大輔／編曲：和田昌哉
9. 夜行バス (4:25)
作詞・作曲：canna／編曲：川口大輔
37thシングル
10. Windy (4:25)
作詞：松尾潔／作曲・編曲：和田昌哉・daido
35thシングル
MBS系アニメ『将国のアルタイル』10月期エンディングテーマ
11. 13ヶ月(4:26)
作詞：松尾潔／作曲：松尾潔・豊島吉宏
編曲：和田昌哉・MAESTRO-T・川口大輔
36thシングル
12. Still Walking(4:10)
作詞：松尾潔／作曲：和田昌哉・豊島吉宏
編曲：Yuki "T-GROOVE" Takahashi
38thシングル

### DVD/Blu-ray
1. CHEMISTRY LIVE "密会" 2019年7月8日（月）新宿ReNY
2. CHEMISTRY LIVE "密会" -Document Movie-
3. Angel -Music Video-
4. Angel -Music Video Making Movie-
5. もしも -Music Video-
6. もしも -Music Video Making Movie-
7. Heaven Only Knows -Music Video-
8. Heaven Only Knows -Music Video Making Movie-
9. Windy -Music Video-
10. Windy -Music Video Making Movie-
11. ユメノツヅキ (Short ver.) -Lyric Video-

### LP
SIDE A
1. Get Together Again
2. ユメノツヅキ
3. Angel

SIDE B
1. もしも
2. Horizon
3. サイレント・ナイト

SIDE C
1. Heaven Only Knows
2. 数えきれない夜をくぐって
3. 夜行バス

SIDE D
1. Windy
2. 13ヶ月
3. Still Walking

## 演奏
- tofubeats：Programming & All Instruments (#1)
- マサ小浜：Electric Guitar (#2)
- 豊島吉宏：Programming & All Other Instruments (#2)
- 上條頌：Guitars (#3)
- 牛山玲名：1st Violin (#3)
- 大嶋世菜：2nd Violin (#3)
- 村田泰子：Viola (#3)
- 渡邉雅弦：Cello (#3)
- MANABOON
  - Piano, Keyboards (#3)
  - Programming & All Instruments (#3.4)
- 和田昌哉
  - Additional Programming (#3)
  - Background Vocals (#5)
  - Synthesizer & Programming (#12)
- 北里彰久：Guitar (#5)
- 川口大輔
  - Additional Keyboards (#5)
  - Programming & All Instruments (#7.8)
  - Acoustic Piano (#9.11)
- ABS+STUTS：Programming & All Other Instruments (#5)
- 佐々木秀尚：Guitar (#6)
- 吉田篤貴：Strings (#6)
- 塩野海：Strings Arrangement (#6)
- ケンカイヨシ：Programming & All Other Instruments (#6)
- Daido：Programming & All Instruments (#10)
- 石成正人：Acoustic Guitar & Electric Guitar (#11)
- 大神田智彦：Bass (#11)
- 佐野康夫：Drums (#11)
- 田中光栄：Chromatic Harmonica (#11)
- 三井大生ストリングス：Strings (#11)
- 原ゆうま (YUMA HARA)：Electric Guitar & Electric Bass (#12)
- T-GROOVE：Drum Programming, Percussion, Synthesizer (#12)